# Aérodrome Les Saintes–Terre-de-Bas
Pour les articles homonymes, voir HTB.
L'aérodrome Les Saintes–Terre-de-Bas (code IATA : HTB) a été l'unique aérodrome de l'île de Terre-de-Bas de l'archipel des Saintes en Guadeloupe.
L'aérodrome est fermé à la navigation depuis 2014. Une centrale photovoltaïque a été installée à la place.

## Référence s
1. ↑  Aérodrome Les Saintes–Terre-de-Bas, sur www.world-airport-codes.com.
2. ↑  Arrêté du 4 juillet 2014 portant fermeture de l'aérodrome de Terre-de-Bas (Guadeloupe) (lire en ligne)